# Consolidated PB2Y Coronado
El PB2Y Coronado fue un gran hidrocanoa de patrulla diseñado por Consolidated Aircraft. Uno de los ejemplares supervivientes del conflicto se encuentra en el National Naval Aviation Museum, en Pensacola, Florida.

## Diseño y desarrollo

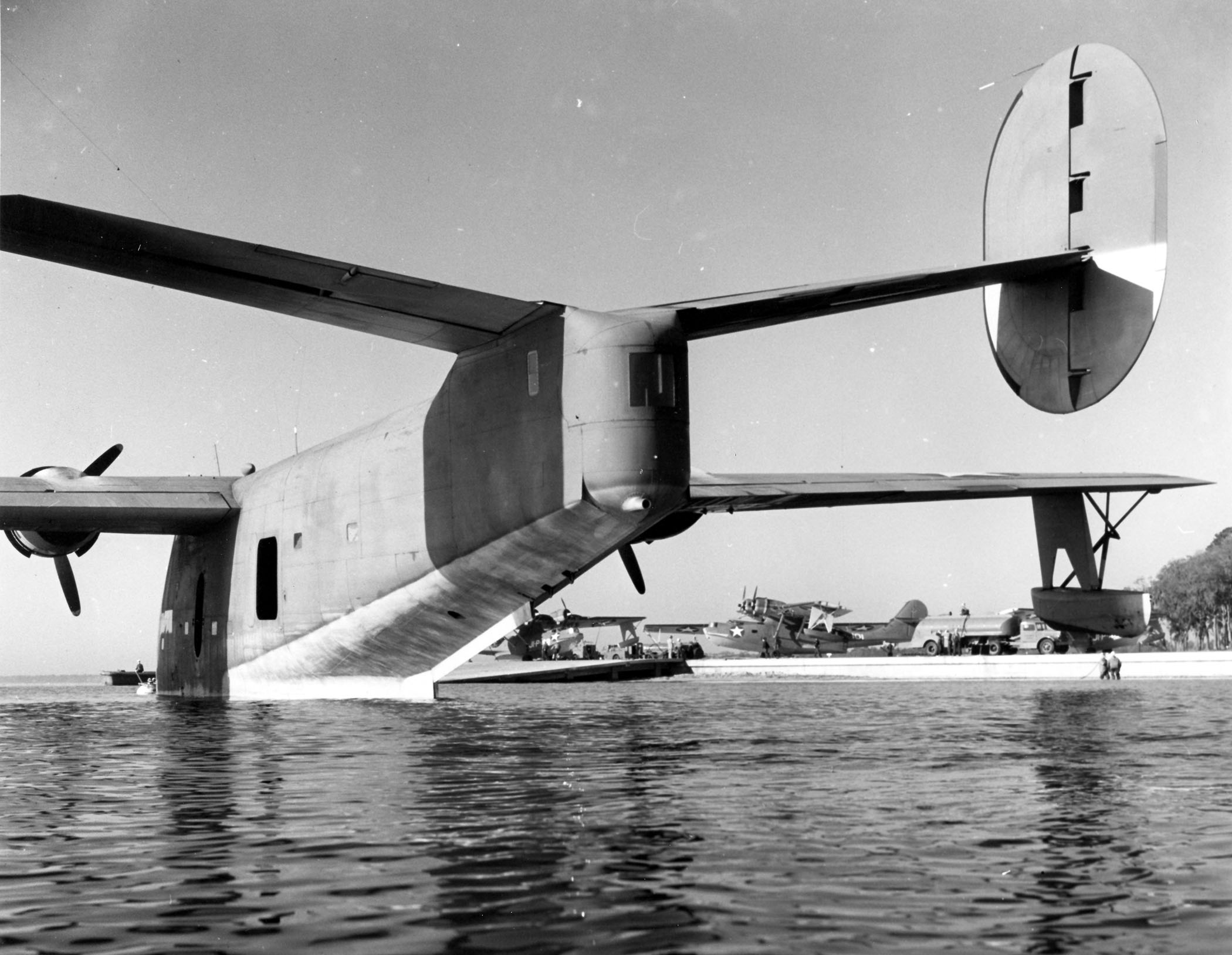
La cola de un Consolidated PB2Y-5R Coronado en la base aeronaval de Jacksonville (Florida) durante la guerra.

Después de las entregas de los PBY Catalina de Consolidated Aircraft, la armada de Estados Unidos comenzó a planear la siguiente generación de bombarderos de patrulla. Se encargaron dos prototipos, el Consolidated XPB2Y-1 y el Sikorsky XPBS-1 que fueron entregados en 1936. El prototipo del PB2Y realizó su primer vuelo en diciembre de 1937.
Durante los primeros vuelos, se observó que el prototipo tenía ciertos problemas de estabilidad y el diseño finalizó con el nombre de PB2Y-2, el cual poseía largas alas en voladizo (alas de tipo cantilever), doble deriva y cuatro motores radiales Pratt & Whitney R-1830. Sus motores interiores tenían hélices de paso variable y los exteriores hélices estándar de paso fijo. Como su antecesor (el PBY Catalina), el PB2Y-2 tenía los dos flotadores de estabilizadores plegables en los extremos de sus alas para reducir su resistencia aerodinámica y aumentar su alcance.
El desarrollo continuó durante la guerra. La variante PB2Y-3 se caracterizaba por tener tanques de combustible autosellantes y blindaje adicional, entrando en servicio poco antes del ataque a Pearl Harbor. Al siguiente prototipo, el XPB2Y-4, se le añadieron cuatro nuevos motores radiales Wright R-2600 que aumentaron su desempeño, aunque dicha mejora no se aplicó a toda la flota de Consolidated PB2Y existente. Sin embargo, la mayoría de los modelos PB2Y-3 fueron convertidos a la más moderna versión PB2Y-5, los cuales habían reemplazado sus motores R-1830 por los mejorados R-1830-92. La mayor parte de los PB2Y-3 fueron empleados como aviones de transporte.

## Historial de operaciones

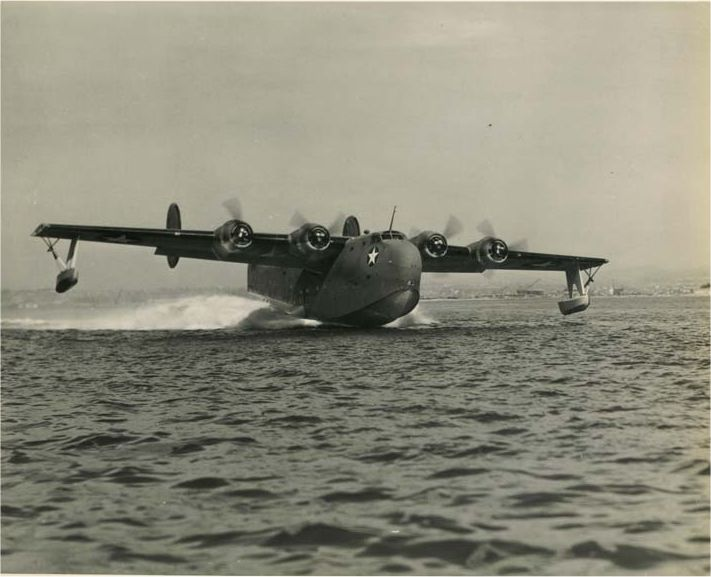
Despegue de un PB2Y-5 en 1942.

Los PB2Y fueron usados en la Guerra del Pacífico, en misiones antisubmarinas y de bombardeo, pero, principalmente como transportes y aviones hospital. La fuerza aérea británica esperaba usar los PB2Y como bombarderos de patrulla antisubmarina, pero su alcance (de 1070 millas) al ser mucho menor que el del PBY Catalina (de 2520 millas) hizo que fueran recluidos a labores de transporte de suministro y equipamiento. Diez Coronado fueron usados por la RAF para vuelos transatlánticos los cuales operaban desde Puerto Rico y Bermuda. Durante la guerra uno de los aparatos fue destruido en una colisión accidental contra un Martin PBM Mariner y al finalizar el conflicto todos fueron hundidos o convertidos en chatarra.
La fuerza aérea de los Estados Unidos también empleo los hidroaviones principalmente como transportes de suministro al servicio de las fuerzas aeronavales estadounidenses. 

## Especificaciones
Referencia datos: www.militaryfactory.com/aircraft/detail.asp?aircraft_id=595

### Características generales
- Tripulación: 10
- Longitud: 24,2 m (79,4 ft)
- Envergadura: 35 m (114,8 ft)
- Altura: 8,4 m (27,6 ft)
- Superficie alar: 165 m² (1776,1 ft²)
- Peso vacío: 18 530 kg (40 840,1 lb)
- Peso cargado: 30 000 kg (66 120 lb)
- Planta motriz: 4× Pratt & Whitney R-1830 Twin Wasp, radiales de 14 cilindros en doble hilera refrigerados por aire.
  - Potencia: 895 kW (1200 HP; 1217 CV) cada uno.

### Rendimiento
- Velocidad máxima operativa (Vno): 310 km/h (193 MPH; 167 kt)
- Velocidad crucero (Vc): 272 km/h (169 MPH; 147 kt)
- Alcance: 1.720 km a 210 km/h
- Techo de vuelo: 6250 m (20 505 ft)

### Armamento
- Ametralladoras: 8× Browning M2 (2 en el morro, la cola, los laterales y en la torreta dorsal).
- Bombas: 5.400 kg ancladas bajo las alas
- Otros: 2 torpedos Mark 13